# رويس آبي
رويس آبي (بالإنجليزية: Royce Abbey)‏ هو شخصية أعمال أسترالي، ولد في 8 يونيو 1922 في Footscray, Victoria ‏ في أستراليا، وتوفي في 20 فبراير 2014 في ملبورن في أستراليا.